# Електричне пиловловлення
Електричне пиловловлення — очищення газів і повітря під дією електричних сил — один з найбільш досконалих методів уловлення пилу. Апарати для такої очистки — електричні повітряні фільтри.
Електрофільтри призначені для уловлювання пилу крупністю до 0,1 мкм з повітря і газів різного хімічного складу, вологості і температури.
За конструкцією електрофільтри аналогічні електричним сепараторам з коронуючими електродами. Осаджувальні електроди електрофільтрів виконуються у вигляді заземлених металічних вертикальних труб або пластин, а коронуючі — у вигляді металічних стержнів, що установлюються всередині труб або між пластинами. Коронуючі і осаджувальні електроди монтуються в герметичній камері, через яку в проміжках між електродами знизу угору проходить пилогазова суміш.
Для уловлення вугільного та іншого вибухонебезпечного пилу використовують вертикальні пластинчаті електрофільтри типу ДВП (димові вертикальні пластинчаті). Особливість цих апаратів — наявність відкритої в атмосферу шахти, яка дозволяє запобігти руйнування корпусу при вибухах пилу.